# Franck Saunier
Pour les articles homonymes, voir Saunier.
Frank Saunier (né le 14 février 1966 à Gap dans les Hautes-Alpes) est un ancien joueur français de hockey sur glace qui jouait au poste d'attaquant. Il est le frère de Bruno Saunier.

## Carrière de joueur
Il a notamment évolué dans le championnat de France de première division au sein des Rapaces de Gap, des Diables Rouges de Briançon, des Dragons de Rouen dans les années 1990. Il a participé aux jeux Olympiques de Lillehammer avec l'équipe de France.

## Clubs
- 1984 - 1989 : Aigles Bleus de Gap
- 1989 - 1990 : Diables Rouges de Briançon
- 1990 - 1995 : Dragons de Rouen
- 1995 - 1999 : Rapaces de Gap
- 1999 - 2000 : Diables Rouges de Briançon
- 2000 - 2001 : Montpellier AHC
- 2001 - 2006 : Montpellier AHC
- 2007 - 2008 : Montpellier AHC

## Palmarès
- 4 coupes Magnus : 1992, 1993, 1994, 1995
- 1 trophée Albert-Hassler : 1994
- 1 trophée Raymond-Dewas : 1994